# 张铭晓
张铭晓，山东滨州人，清朝政治人物。同进士出身。
道光二十年（1840年），登進士，咸丰三年（1853年）接替朱守和任青浦县知县一职，同年于周立春起义中被杀，由钱德承接任，钱到任前由章朝栋代理。